# Шермадини, Гиорги
Гиорги Шермадини (груз. გიორგი შერმადინი; род. 2 апреля 1989, Натахтари, Грузинская ССР, СССР) — грузинский профессиональный баскетболист, играющий на позиции центрового.

### Клубная карьера
В июле 2019 года Шермадини заключил контракт с испанским «Иберостар Тенерифе» по схеме «1+1».

### Сборная Грузии
В июне 2005 года несмотря на небольшой игровой опыт Шермадини был вызван в юношескую сборную Грузии, составленную из игроков не старше 16 лет, для участия в матчах дивизиона B юношеского чемпионата Европы, проходивших в Болгарии.
Пройдя реабилитацию после травмы мениска в 2007 году он был вызван в сборную до 20 лет и в её составе принял участие в чемпионате Европы по баскетболу среди юношей в Словении, с показателем 12,5 очков за игру став лучшим бомбардиром своей команды на турнире. Год спустя на подобном турнире в Латвии он вновь забил больше всех своих партнёров по команде — в среднем 21,5 очков за матч.
В августе 2006 году в возрасте 17 лет Шермадини был вызван в основную грузинскую сборную, став самым молодым игроком в её истории.
С национальной командой принял участие в четырёх чемпионатах Европы: в 2011, 2013, 2015 и 2017 годах.

## Достижения
- Победитель Межконтинентального кубка ФИБА (2): 2020, 2023
- Чемпион Евролиги (2): 2008/2009, 2012/2013
- Победитель Лиги чемпионов ФИБА: 2021/2022
- Серебряный призёр Лиги чемпионов ФИБА: 2023/2024
- Бронзовый призёр Лиги чемпионов ФИБА: 2022/2023
- Чемпион Греции: 2008/2009
- Обладатель Кубка Греции: 2008/2009